# Liste der Bodendenkmale in Alfstedt
In der Liste der Bodendenkmale in Alfstedt sind die Bodendenkmale der niedersächsischen Gemeinde Alfstedt aufgeführt. Die Quelle ist der Denkmalatlas Niedersachsen. 

Alfstedt im Landkreis Rotenburg (Wümme)

Der Stand der Liste ist der 13. Dezember 2024.

## Allgemein
In den Spalten finden sich folgende Informationen des Bodendenkmales:
Lagegeographische Koordinaten
BezeichnungBezeichnung lt. Denkmalatlas
BeschreibungBeschreibung lt. Denkmalatlas
IDObjekt-ID
BildBild, ggf. zusätzlich mit Link zu weiteren Fotos im Medienarchiv Wikimedia Commons.

## Alfstedt
| Lage                       | Bezeichnung           | Beschreibung | ID       | Bild |
| -------------------------- | --------------------- | --- | -------- | ---- |
| 53° 33′ 43″ N, 9° 4′ 41″ O | Alfstedt 8, Grabhügel | Durchmesser ca. 19,6 m und Höhe ca. 1,8 m. Hoch gewölbt, Rand abgesetzt. Am westlichen und nördlichen Rand ragt je ein Findling aus dem Hügel. | 28968014 | BW   |
| 53° 32′ 8″ N, 9° 3′ 47″ O  | Alfstedt 37, Burg     | Dm. 40 m. H. 1,5 m. Der Ringwall liegt auf dem Osthang einer Geländeerhebung, südlich und östlich fließen Bäche vorbei. Der auseinander geflossene Wall ist heute bei 1,5 m Höhe ca. 10 m breit. Im Süden auf 2 m völlig unterbrochen. Umgeben von einem Wassergraben, der heute nur noch 30 – 40 cm tief ist. Im Süden schließt dieser an einen ehemaligen Bachlauf an. Die Burg liegt bei der Wüstung Horectorpe/Herchdorf, sodass ein Zusammenhang zwischen beiden Objekten zu vermuten ist. Herchdorf wird erstmals 1272 genannt, ein gleichnamiges Adelsgeschlecht ist aber schon zu Beginn des 12. Jhs. bezeugt. Dessen Angehörige waren Ministeriale der Grafschaft Stade und nach 1272 des Bistums Bremen. Nach 1300 erscheinen sie nicht mehr in den Quellen. Die Burg wäre somit vermutlich entweder zu diesem Zeitpunkt oder spätestens mit dem Ende des Dorfes im 15. Jh. aufgegeben worden. | 28970362 | BW   |